# Carlos Kenig
Carlos Eduardo Kenig (Buenos Aires, 25 de noviembre de 1953) es un matemático argentino-estadounidense y profesor de servicio distinguido Louis Block en el Departamento de Matemáticas de la Universidad de Chicago. Es conocido por su trabajo en análisis armónico y ecuaciones diferenciales parciales. Es el actual presidente de la Unión Matemática Internacional.

## Carrera profesional
Kenig obtuvo su doctorado en la Universidad de Chicago en 1978 bajo la supervisión de Alberto Calderón. Desde entonces, ocupó cargos en la Universidad de Princeton y la Universidad de Minnesota antes de regresar a la Universidad de Chicago en 1985. Ha realizado un extenso trabajo en ecuaciones diferenciales parciales elípticas y dispersivas. Es miembro de la Academia Nacional de Ciencias desde 2014. Sus estudiantes incluyen a Zhongwei Shen, Kin Ming Hui, Gigliola Staffilani y Panagiota Daskalopoulos.

## Premios y honores
- Premio Salem, 1984.
- Orador invitado al Congreso Internacional de Matemáticos, 1986 y 2002.[2]
- Miembro electo de la Academia Estadounidense de las Artes y las Ciencias, 2002.
- Premio Bôcher, 2008.
- Orador plenario del Congreso Internacional de Matemáticos 2010.
- Miembro electo de la Academia Nacional de Ciencias, 2014.[3]
- Presidente de la Unión Matemática Internacional en julio de 2018.